# Dialeurodes citrifolii
Dialeurodes citrifolii är en insektsart som först beskrevs av Gary Scott Morgan 1893.  Dialeurodes citrifolii ingår i släktet Dialeurodes och familjen mjöllöss. Inga underarter finns listade i Catalogue of Life.